# Dacyt

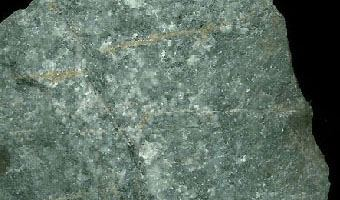
dacyt

Dacyt – skała magmowa, obojętna, wylewna lub subwulkaniczna. Jego plutonicznym odpowiednikiem jest tonalit.
Na diagramie klasyfikacyjnym QAPF dacyt zajmuje pola 4 i 5.
W klasyfikacji TAS dacyt zajmuje pole O3 (dacyty).
Dacyt jest jasno- lub ciemnoszary, o porfirowej strukturze. Składa się głównie z bogatego w sód plagioklazu, piroksenu, kwarcu i biotytu. Często obecne jest szkliwo. Charakterystyczny dla lawy współczesnych i trzeciorzędowych wulkanów na wybrzeżach Oceanu Spokojnego. Dacyt występuje również w południowej Europie. Jest wykorzystywany jako materiał drogowy.